# Buzz de New York
Ne doit pas être confondu avec Sportimes de New York.
Le Buzz de New York (en anglais : New York Buzz) est une équipe du World Team Tennis basée à New York. Elle a été fondée en 1995. En 2011, elle a fusionné avec les Sportimes de New York et en 2014 a été relocalisée à San Diego, en Californie.

## Effectif 2006
- Jolene Wantanabe, entraîneur
- KC Corkery
- Scott Lipsky
- Julie Ditty
- Viktoriya Kutuzova